# Lijst van cultureel erfgoed in Myslava
Dit is een lijst van cultureel erfgoed in Košice, in het stadsdeel Myslava (okres Košice II).
Deze lijst is gebaseerd op de opsomming die gepubliceerd werd op de website van het Bureau voor monumenten van de Slowaakse Republiek (PÚSR).
- Myslava
- Košice (stad in Slowakije)

## Cultureel erfgoed
| Afbeelding                   | Adres & coördinaten                    | Object                                                | Lokale benaming             |
| ---------------------------- | -------------------------------------- | ----------------------------------------------------- | --------------------------- |
|                              | Myslavská ulica 115, Myslava. Locatie. | Rooms-katholieke Sint-Bartolomeüskerk. ID 803-4116/0. | Kostol svätého Bartolomeja. |
| Geen afbeelding beschikbaar. | Myslavská ulica 76. Myslava. Locatie.  | Alleenstaande brouwerij. ID 803-4133/0.               | Pivovar. Solitér.           |